# Hypostomus carvalhoi
Hypostomus carvalhoi es una especie de pez de la familia Loricariidae en el orden de los Siluriformes.

## Morfología
Los machos pueden llegar alcanzar los 14,2 cm de longitud total.

## Distribución geográfica
Se encuentran en Sudamérica.